# 1370年代
1370年代（せんさんびゃくななじゅうねんだい）は、西暦（ユリウス暦）1370年から1379年までの10年間を指す十年紀。

## できごと

### 1370年
- ティムール帝国成立。

### 1378年
- ローマ教会大分裂〜1417年。